# Elşən Məmmədov
Elşən Məmmədov (Baku, 4 maggio 1980) è un ex calciatore azero, di ruolo attaccante.

## Carriera

### Club
Ha sempre giocato nella massima serie del proprio paese con varie squadre.

### Nazionale
Debutta nel 2006 con la Nazionale azera.